# ألم السرطان
الألم في السرطان قد ينشأ نتيجةً لضغط الأورام أو الانتشار إلى أجزاء الجسم المجاورة؛ وقد يحدث الألم بسبب العلاجات وإجراءات التشخيص، أو من الجلد، والأعصاب، والتغيرات الأخرى الناجمة عن عدم توازن الهرمونات أو الاستجابة المناعية. تحدث معظم الآلام المزمنة (طويلة الأمد) بسبب المرض، وينتج معظم الألم الحاد (قصير الأجل) عن العلاج أو الإجراءات التشخيصية، ومع ذلك، قد ينتج عن العلاج الإشعاعي، والجراحة، والعلاج الكيميائي آلامٌ تستمر لفترة طويلة بعد انتهاء العلاج.
يعتمد وجود الألم بشكل رئيسي على مكان السرطان ومرحلة المرض. في أي مرحلة من المراحل، يعاني حوالي نصف الأشخاص المصابين بسرطان خبيث من الألم، ويعاني ثلثي المصابين بالسرطان المتقدم من آلام شديدة لدرجة أنه يؤثر سلبًا على نومهم، ومزاجهم، وعلاقاتهم الاجتماعية، وأنشطتهم اليومية.
مع المعالجة الجيدة، يمكن القضاء على ألم السرطان أو السيطرة عليه بشكل جيد في 80% إلى 90% من الحالات، ولكن ما يقارب 50% من مرضى السرطان في العالم المتقدم يتلقون أقل من الرعاية المثلى، وفي جميع أنحاء العالم، ما يقارب 80% من المصابين بالسرطان يتلقون القليل من علاجات الألم أو لا يتلقونه بتاتًا. كما وُثقَ أن علاج ألم السرطان لدى الأطفال دون المستوى المطلوب.
قد نُشِرت المبادئ التوجيهية لاستخدام الأدوية في علاج آلام السرطان من قبل منظمة الصحة العالمية (WHO) وغيرها. يقع على أخصائي الرعاية الصحية التزام أخلاقي بضمان أن يكون المريض أو الوصي على المريض على علمٍ جيدٍ بالمخاطر والفوائد المرتبطة بخيارات معالجة الألم قدر الإمكان. أحيانًا، قد تؤدي معالجة الألم بطريقةٍ مُناسبة إلى تقصير حياة الشخص المُحتضر بشكل طفيف.

## الألم
يصنف الألم على أنه حاد (قصير الأجل) أو مزمن (طويل الأجل). قد يكون الألم المزمن متواصلًا مع ارتفاع حاد في بعض الأحيان (نوبة شديدة)، أو متقطعًا: فترات من توقف الألم تتخللها فترات من الألم. على الرغم من أن الألم يتم السيطرة عليه بشكل جيد بواسطة العقاقير طويلة الأمد أو العلاجات الأخرى، إلا أنه يمكن الشعور بنوبات شديدة من حين لآخر. وهذا ما يسمى بالألم الاختراقي، ويتم علاجه باستخدام المسكنات سريعة المفعول.
يلاحظ غالبية الناس الذين يعانون من ألم مزمن صعوبات في الذاكرة والانتباه. وجد الاختبار النفسي الموضوعي مشاكل في الذاكرة، والانتباه، والقدرة اللفظية، والمرونة العقلية، وسرعة التفكير. كما يرتبط الألم بزيادة الاكتئاب، والقلق، والخوف، والغضب. يقلل الألم المستمر من وظائف ونوعية الحياة بشكل عام، ويقلل من معنويات الشخص الذي يعاني من الألم ومن يعتني بهم.
تختلف شدة الألم عن المكروه الذي ينتج عنه. على سبيل المثال، من الممكن من خلال الجراحة النفسية وبعض العلاجات الدوائية، أو عن طريق الإيحاء (كما في التنويم المغناطيسي والعلاج الوهمي)، الحد من المكاره والشعور بعدم الراحة الناجمة عن الألم دون التأثير على شدته.
في بعض الأحيان، يتم الإحساس بالألم الذي يحدث في جزء معين من الجسم وكأنه قادم من جزء آخر من الجسم. وهذا ما يسمى الألم المنقول.
يمكن أن ينتج الألم في السرطان عن طريق التحفيز الميكانيكي (مثل القرص) أو التحفيز الكيميائي (مثل الالتهاب) للنهايات العصبية الخاصة بإشارات الألم الموجودة في معظم أجزاء الجسم (يسمى ألم مستقبلة الأذية)، أو قد يكون ناتجًا عن عصب مريض، أو مضغوط، أو تالف، وفي هذه الحالة يطلق عليه ألم الأعصاب. غالبًا ما يكون الألم العصبي مصحوبًا بمشاعر أخرى مثل الدبابيس والإبر.
وصف المريض هو أفضل مقياس للألم. عادةً ما يُطلب منهم تقدير الشدة على مقياس من 0 إلى 10 (حيث 0 يعني عدم وجود ألم على الإطلاق و10 كون أسوأ ألم شعروا به على الإطلاق). ومع ذلك، قد يكون بعض المرضى غير قادرين على إعطاء ملاحظات لفظية عن آلامهم. في هذه الحالات، يجب أن تعتمد على المؤشرات الفسيولوجية مثل تعابير الوجه، وحركات الجسم، والأصوات مثل الأنين.

## الفيزيولوجيا المرضية

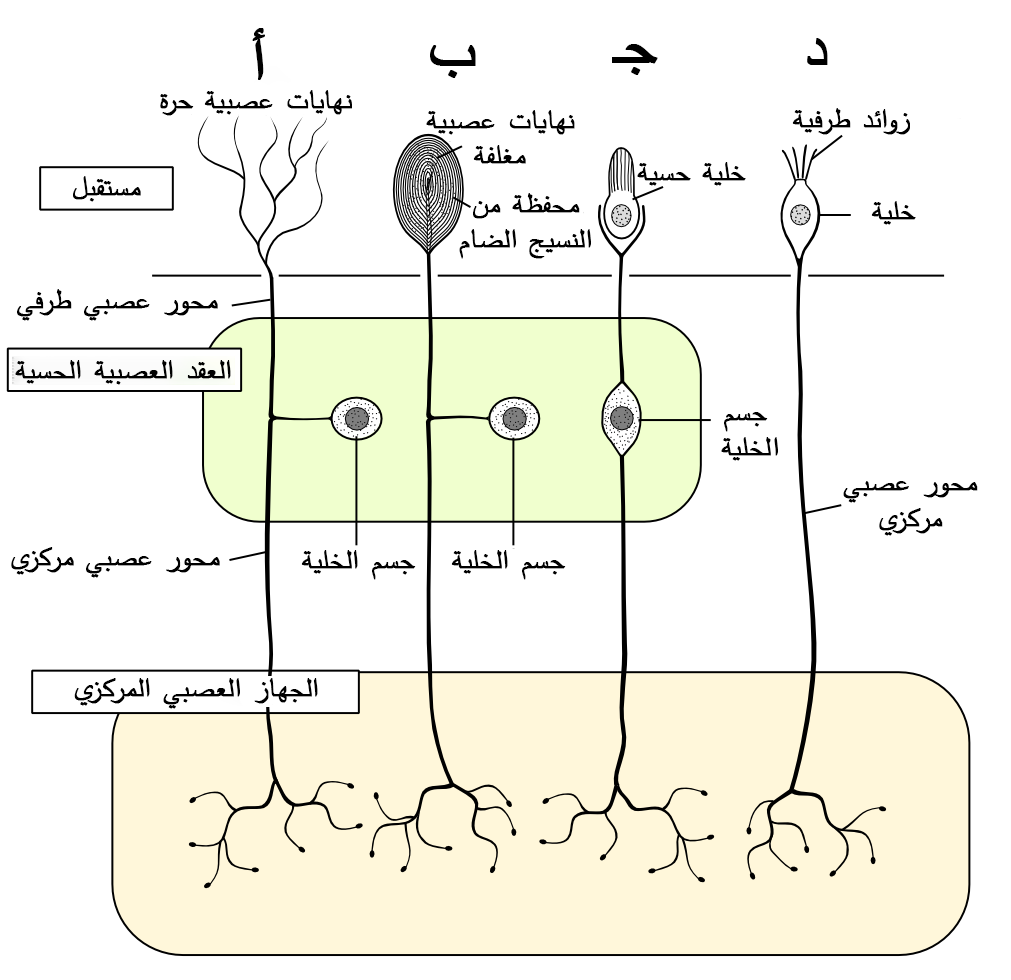
تُظهر الصورة أربعة أنواع من العصبونات الحسية وخلاياه المُستقبلة، حيثُ تظهر مستقبلات الأذية (الألم) على شكل نهايات عصبية حرة (النوع أ)

مستقبلات الأذية (أو مستقبلات الألم) هيَ ألياف عصبية تكتشف المنبهات التي قد تسبب تلفًا في الجسم مثل الحرارة الشديدة، أو الضغط، أو التلامس مع المواد الكيميائية الكاوية. عندما تكتشف مستقبلات الأذية وجود محفز، يبدأ مسار الألم. يتكون مسار الألم من أربعة أجزاء: التحاس، والنقل، والإدراك الحسي، والتعديل. التحاس هو عندما يتم تحويل الطاقة الحرارية، أو الميكانيكية، أو الكيميائية من المنبهات المسببة للألم إلى طاقة كهربائية بحيث يمكن نقلها عبر الجهاز العصبي. أما النقل فيحدث عندما يتم تحويل الطاقة وتُنقل النبضات العصبية على طول الألياف العصبية إلى النخاع الشوكي والدماغ. إن المكان المستهدف للإشارة هو المهاد، الذي يعمل بمثابة لوحة تحكم ويعيد توجيه المعلومات إلى القسم (الأقسام) المناسب من الدماغ. عندما تصل المعلومات إلى الدماغ، يحدث الإدراك. هذه هي النقطة في مسار الألم التي يصبح الشخص على بينة من الألم. واستنادًا إلى المعلومات الموجودة في النبضات العصبية، يستطيع الدماغ تحديد موقع وشدة الألم ونوع التفاعل الذي سيصدره. تفاعل المخ هذا يُعرف بالتعديل. تنقبض العضلات للانسحاب من مصدر الألم ويطلق الدماغ مواد كيميائية مثبطة لتقليل عملية النقل وإعطاء راحة وسكينة للجسم.

## السبب
يحدث حوالي 75% من ألم السرطان بسبب المرض نفسه؛ معظم ما تبقى ينتج عن الإجراءات التشخيصية والعلاج.

### أسباب متعلقة بالورم
تسبب الأورام الألم عن طريق سحق أو اختراق الأنسجة، مما يؤدي إلى عدوى أو التهاب، أو إطلاق مواد كيميائية تجعل المؤثرات غير المؤلمة عادة مؤلمة.
غزو العظام عن طريق السرطان هو المصدر الأكثر شيوعا لآلام السرطان. عادة ما يشعر بها كمضض، مع ألم مستمر في الخلفية وحالات من تفاقم الألم من تلقاء نفسه أو بفعل الحركة، وغالبًا ما توصف بأنها شديدة. تعتبر الكسور الضلعية شائعة في سرطان الثدي والبروستاتا وغيرها من السرطانات التي تتضمن انبثاث السرطان للضلوع.
يمكن أن يتأثر نظام الأوعية الدموية (الدم) بالأورام الصلبة. وينجم ما بين 15 و25 في المئة من التجلط الوريدي العميق عن السرطان (غالباً بواسطة ورم يضغط على الوريد)، وقد يكون أول إشارة إلى وجود السرطان. يسبب تورم وألم في الساقين، وخاصة منطقة الربلة، و (نادرًا) في الذراعين. يمكن أن ينضغط الوريد الأجوف العلوي (وهو وريد كبير يحمل دمًا متدفقًا خاليًا من الأكسجين إلى القلب) بفعل الورم، مسببًا متلازمة الوريد الأجوف العلوي، والتي يمكن أن تسبب ألم جدار الصدر من بين أعراض أخرى.
عندما تضغط الأورام، أو تغزو، أو تسبب التهابًا أجزاء من الجهاز العصبي (مثل الدماغ، والحبل الشوكي، والأعصاب، والعقد، أو الضفيرة العصبية)، فإنها يمكن أن تسبب الألم وأعراض أخرى. على الرغم من أن أنسجة المخ لا تحتوي على مستشعرات للألم، إلا أن أورام المخ يمكن أن تسبب الألم عن طريق الضغط على الأوعية الدموية أو الغشاء الذي يغلف الدماغ (السحايا)، أو بشكل غير مباشر عن طريق التسبب في تراكم السوائل (الوذمة) التي قد تضغط على الأنسجة الحساسة للألم.
إنّ ألم سرطان أعضاء، مثل المعدة أو الكبد (ألم حشوي)، منتشر ويصعب تحديد مكانه، وغالبًا ما يسبب ألمًا في أماكن بعيدة، وسطحية عادة. يمكن أن يسبب غزو الورم للأنسجة الرخوة الألم عن طريق التحفيز الالتهابي أو الميكانيكي لمستشعرات الألم، أو تدمير الأجزاء المتحركة مثل الأربطة، والأوتار، والعضلات الهيكلية.
يختلف الألم الناتج عن السرطان داخل الحوض باختلاف الأنسجة المصابة. قد يظهر في موقع السرطان ولكنها غالبًا ما ينتشر للفخذ العلوي، وقد ينتشر لأسفل الظهر، والأعضاء التناسلية الخارجية أو العجان.

### الإجراءات التشخيصية
يمكن لبعض الإجراءات التشخيصية، مثل البزل القطني (انظر صداع ثقب الجافية)، وبزل الوريد، والبزل، وبزل الصدر أن تكون مؤلمة.

### أسباب متعلقة بالعلاج

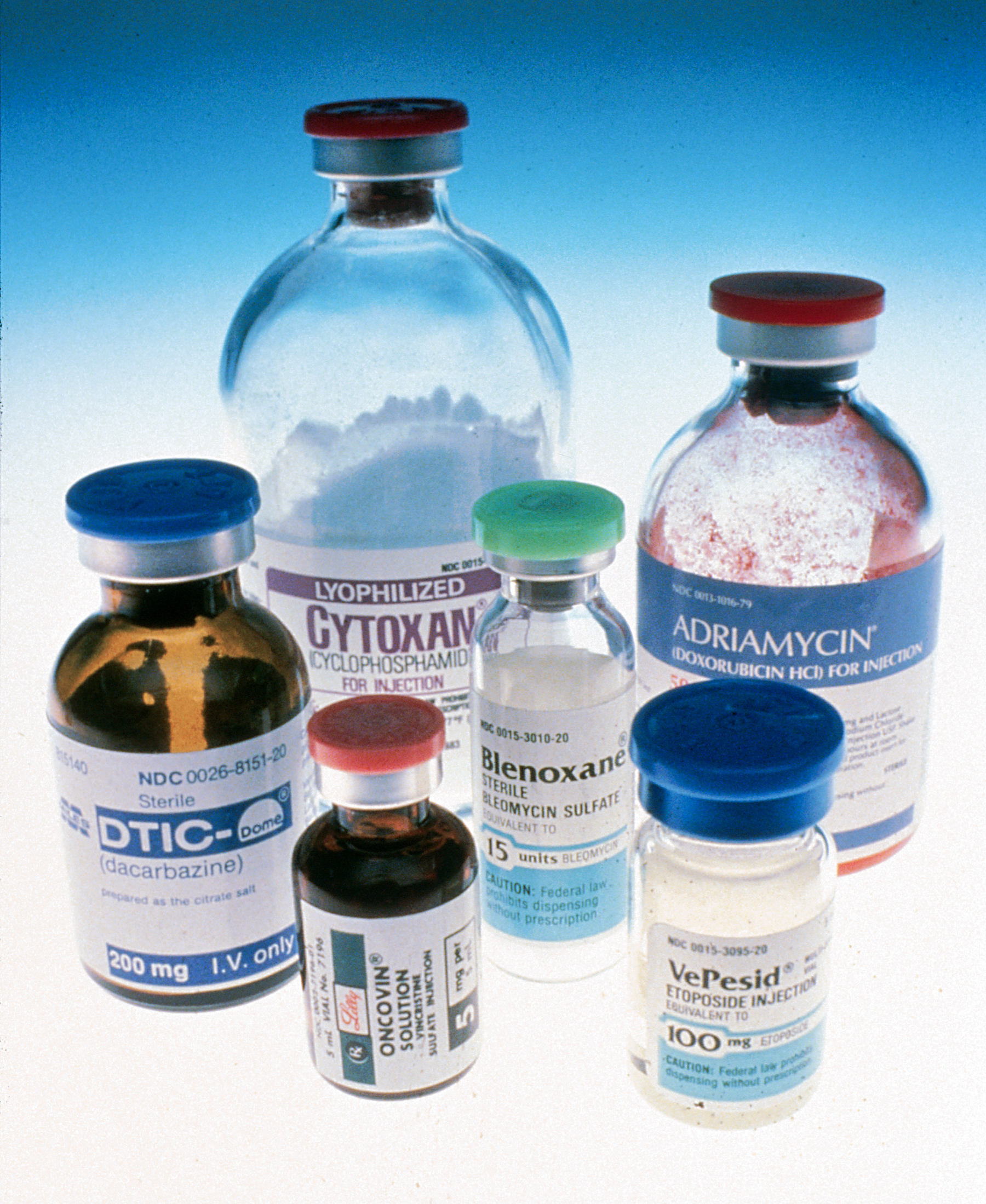
أدوية العلاج الكيميائي

تشمل علاجات السرطان محتملة الألم ما يلي:
- العلاج المناعي، الذي قد ينتج ألمًا في المفاصل أو ألمًا عضليًا؛[24]
- العلاج الإشعاعي، الذي يمكن أن يسبب تهيج الجلد، والتهاب الأمعاء، والتليف، واعتلال النخاع، ونخر العظام، واعتلال الأعصاب، أو اعتلال الضفيرة العصبية.[25][26]
- العلاج الكيميائي، والذي غالبًا ما يرتبط مع العلاج الكيميائي الناجم عن اعتلال الأعصاب المحيطية، والتهاب الغشاء المخاطي، وآلام المفاصل، وآلام العضلات، وآلام في البطن بسبب الإسهال أو الإمساك.
- العلاج الهرموني، والذي يسبب أحيانًا نوبات الألم.
- العلاجات الموجهة، مثل ترازتوزوماب وريتوكسيماب، والتي يمكن أن تسبب آلام في العضلات، أو المفاصل، أو الصدر.
- مثبطات تولد الأوعية الدموية مثل بيفاسيزوماب، المعروف أنه يسبب في بعض الأحيان ألم العظام.
- الجراحة، والتي قد تنتج آلام ما بعد الجراحة، وألم ما بعد البتر أو ألم عضلي في قاع الحوض.

### العدوى
يمكن أن تتسبب التغيرات الكيميائية المصاحبة لعدوى الورم أو الأنسجة المحيطة به في حدوث ألم متصاعد بسرعة، ولكن يتم التغاضي في بعض الأحيان عن العدوى كسبب محتمل. وجدت دراسة واحدة أن العدوى كانت سببًا للألم في أربعة في المئة من ما يقرب من 300 شخص مصاب بالسرطان الذين أحيلوا لتخفيف الألم. وصف تقرير آخر سبعة أشخاص مصابين بالسرطان، الذين تصاعدت آلامهم في السابق بشكل ملحوظ على مدى عدة أيام. أدت المعالجة بالمضادات الحيوية لتخفيف الألم في كل منها في غضون ثلاثة أيام.

## العلاج
يهدف علاج آلام السرطان إلى تخفيف الألم بأقل قدر ممكن من الآثار الضائرة، مما يسمح للشخص بالحصول على نوعية حياة جيدة ومستوى وظيفي ووفاة غير مؤلمة نسبيًا. على الرغم من أنه يمكن التخلص من 80-90% من آلام السرطان أو السيطرة عليها بشكل جيد، فإن ما يقرب من نصف الأشخاص الذبن يعانون من ألم السرطان في العالم المتقدم، وأكثر من 80% من المصابين بالسرطان يتلقون أقل من الرعاية المثلى.
يتغير السرطان مع مرور الوقت، ويجب أن تعكس معالجة الألم ذلك. قد تكون هناك حاجة لعدة أنواع مختلفة من العلاج مع تقدم المرض. يجب أن يشرح معالجو الألم بوضوح للمريض سبب الألم وإمكانيات العلاج المختلفة، ويجب أن يأخذوا بعين الاعتبار، بالإضافة إلى العلاج الدوائي، العلاج المباشر للمرض الأساسي، ورفع عتبة الألم، أو قطع، أو تدمير، أو تحفيز مسارات الألم، واقتراح تعديل نمط الحياة. إن تخفيف الضغط النفسي، والاجتماعي، والروحاني هو عنصر أساسي في المعالجة الفعالة للألم.
يجب إحالة الشخص الذي لا يمكن السيطرة على آلامه بشكل جيد إلى الرعاية التلطيفية، أو أخصائي معالجة الألم، أو العيادة.

### علاج نفسي

#### إستراتيجيات المواجهة
تؤثر الطريقة التي يستجيب بها الشخص للألم على شدة الألم (باعتدال)، ودرجة الإعاقة التي يتعرضون لها، وتأثير الألم على نوعية حياتهم. تشمل الإستراتيجيات التي يستخدمها الناس لمواجهة ألم السرطان تجنيد مساعدة الآخرين؛ والاستمرار بالقيام بالمهمات على الرغم من الألم؛ والإلهاء؛ وإعادة التفكير في الأفكار السيئة التي تؤثر على التكيف؛ والصلاة أو غيرها من الشعائر.
يميل بعض الأشخاص الذين يعانون من الألم إلى التركيز على مبالغة وتضخيم معنى التهديد الناجم عن الألم، وتقدير قدرتهم على التعامل مع الألم على أنها فقيرة وضعيفة. وهذا التوجه «كارثي». تشير الدراسات القليلة التي أجريت حتى الآن إلى أن كارثية ألم السرطان ترتبط بمستويات عالية من الألم وضيق نفسي. سيستمر الأشخاص الذين يعانون من آلام السرطان والذين يقبلون هذا الألم وسيكونون قادرين على الانخراط في حياة ذات معنى، ويصبحون أقل عرضة للإصابة بالآثار الكارثية والاكتئاب في إحدى الدراسات. وجدت دراستين أن الأشخاص المصابين بألم السرطان الذين لديهم أهداف واضحة، ودافع، ووسائل لتحقيق هذه الأهداف، لديهم مستويات أقل بكثير من الألم، والتعب، والاكتئاب.
لدى الأشخاص المصابين بالسرطان الذين يثقون في فهمهم لحالتهم ومعالجتهم، ويثقون في قدرتهم على (أ) السيطرة على أعراضهم، (ب) التعاون بنجاح مع مقدمي الرعاية غير الرسميين (ج) التواصل بشكل فعال مع مقدمي الرعاية الصحية الذين يتمتعون بخبرة أفضل نتائج جيدة فيما يخص الألم. ولذلك يجب على الأطباء اتخاذ خطوات لتشجيع وتسهيل التواصل الفعال، ويجب أن يأخذوا بعين الاعتبار التدخل النفسي الاجتماعي.

#### التدخلات النفسية الاجتماعية
تؤثر التدخلات النفسية الاجتماعية على كمية الألم التي يعيش معها المريض والدرجة التي يتداخل بها مع الحياة اليومية؛ ويدعم كلٌّ من المعهد الأمريكي للطب وجمعية الألم الأمريكية إدراج الرعاية النفسية والاجتماعية الخبيرة التي يتم التحكم فيها بجودة عالية كجزء من معالجة ألم السرطان. تشمل التدخلات النفسية الاجتماعية التعليم (بمعالجة جملة أمور منها الاستخدام الصحيح للأدوية المسكنة، والتواصل الفعال مع الأطباء السريريين) والتدريب على مهارات التأقلم (تغيير الأفكار، والعواطف، والسلوكيات من خلال التدريب على مهارات مثل حل المشكلات، والاسترخاء، والإلهاء، وإعادة البناء الإدراكي). قد يكون التعليم أكثر فائدة للأشخاص الذين يعانون من المرحلة الأولى من السرطان ومقدمي الرعاية لهم، وقد يكون التدريب على مهارات التأقلم أكثر فائدة في المرحلتين الثانية والثالثة.
يعتمد تكييف الشخص على السرطان بشكل حيوي على دعم أسرته ومقدمي الرعاية الآخرين غير الرسميين، ولكن الألم يمكن أن يعرقل بشكل خطير مثل هذه العلاقات بين الأشخاص، لذا يجب على الأشخاص المصابين بالسرطان والمعالجين التفكير في إشراك أفراد الأسرة وغيرهم من مقدمي الرعاية غير الرسميين في التدخلات العلاجية النفسية-الاجتماعية الخبيرة التي تحكمها الجودة.

### الأدوية
توصي المبادئ التوجيهية لمنظمة الصحة العالمية بتناول الأدوية عن طريق الفم فور حدوث الألم، وذلك في حال لم يكن الشخص في حالة ألم شديد، ويبدأ بالأدوية غير الأفيونية مثل الباراسيتامول، أو الديبيرون، أو مضادات الالتهاب غير الستيروئيدية أو مثبطات كوكس-2.
ثم، إذا لم يتم تخفيف الألم بشكلٍ كامل أو تطلب تطور المرض علاجًا أكثر قوة، فإن المواد الأفيونية المعتدلة مثل الكودين، أو الديكستروبربوكسيفين، أو ثنائي هيدروكودايين أو الترامادول تضاف إلى نظام العلاج الحالي غير الأفيوني. إذا كان هذا أو أصبح غير كافٍ، تُستبدل المواد الأفيونية الخفيفة بأفيونيات أقوى مثل المورفين، وذلك مع الاستمرار في العلاج غير الأفيوني، وزيادة جرعة المواد الأفيونية تدريجيًا حتى يصبح الشخص غير متألم أو حتى يتحقق أقصى قدر ممكن من الراحة دون آثار جانبية لا تطاق. إذا كان العرض الأولي هو ألم سرطان شديد، يجب أن يتم تخطي عملية التنقُّل هذه ويجب البدء بقوة في الأفيونيات القوية مع مسكن غير أفيوني. ومع ذلك وجدت مراجعة كوكرين لعام 2017 أنه لا يوجد دليل عالي الجودة لدعم أو دحض استخدام مضادات الالتهاب غير الستيرويدية (دواء لاستيرويدي مضاد للالتهاب) وحدها أو بالاشتراك مع المواد الأفيونية في سُلّم الخطوات الثلاث لعلاج ألم السرطان الخاص بمنظمة الصحة العالمية وأن هناك أدلة منخفضة الجودة للغاية على أن بعض الأشخاص الذين يعانون من ألم سرطان معتدل أو شديد يمكن أن يحصلوا على مستويات كبيرة من النتائج الفعالة خلال أسبوع أو أسبوعين.
يتحدى بعض المؤلفين صحة الخطوة الثانية (المواد الأفيونية الخفيفة)، ويشيرون إلى سُمْيتها المرتفعة ونجاعتها المنخفضة، ويجادلون بأنه يمكن استبدال المواد الأفيونية الخفيفة بجرعات صغيرة من المواد الأفيونية القوية (مع احتمال وجود الترامادول بسبب فعاليته المثبتة في ألم السرطان، واستخدامه بشكل خاص لألم الأعصاب، وانخفاض خصائصه المهدئة، وتقليل احتمال الإصابة باكتئاب الجهاز التنفسي بالمقارنة مع المواد الأفيونية التقليدية).
يحتاج أكثر من نصف الأشخاص المصابين بالسرطان المتقدم والألم إلى مواد أفيونية قوية، ويمكن لهذه الأدوية مجتمعةً مع أدوية الألم غير الأفيونية أن تنتج تسكينًا مقبولًا في 70-90% من الحالات. يعتبر المورفين فعالًا في تخفيف آلام السرطان. ونادرًا ما تكون الآثار الجانبية كالغثيان والإمساك شديدة بما يكفي لوقف العلاج. يظهر الضعف الإدراكي وتسكين الألم عادة مع الجرعة الأولية أو مع الزيادة الكبيرة في جرعة المواد الأفيونية القوية، ولكن تتحسن هذه الآثار بعد أسبوع أو أسبوعين من الجرعة الثابتة. يجب أن يبدأ العلاج المضاد للقيء والملينات في وقت واحد مع الأفيونيات القوية، لمواجهة الغثيان والإمساك المعتاد. عادةً ما يزول الغثيان بعد أسبوعين أو ثلاثة أسابيع من العلاج، ولكن يجب الحفاظ على استعمال الأدوية المسهلة بقوة.
يجب عدم أخذ المسكنات «عند الطلب» بل «على مدار الساعة» (كل 3 - 6 ساعات)، بحيث تؤخذ كل جرعة قبل انتهاء مفعول الجرعة السابقة، وذلك بجرعات تكفي لضمان تخفيف الألم بشكل مستمر. يجب أيضًا إعطاء الأشخاص الذين يتناولون المورفين بطيء العبور للأغشية الحيوية مورفين فوري العبور («الإنقاذي») لاستخدامه عند الضرورة، لعلاج نوبات الألم (ألم الاختراق) التي لا يتم كبتها بواسطة الأدوية العادية.
إن استعمال المسكنات عن طريق الفم هو أرخص وأبسط طريقة لإعطاء الدواء. يجب النظر في طرق إعطاء أخرى مثل تحت اللسان، أو الدواء الموضعي، أو عبر الجلد، أو الحقن، أو المستقيم، أو العمود الفقري إذا كانت هناك حاجة ملحة، أو في حالة التقيؤ، أو ضعف البلع، أو انسداد الجهاز الهضمي، أو سوء الامتصاص أو الغيبوبة. يوجد ضعف في الدليل الحالي على فعالية لصاقة الفنتانيل الجلدية في السيطرة على آلام السرطان المزمنة ولكنها قد تقلل من حدة الإمساك مقارنة بالمورفين الفموي.
يمكن أن تؤثر أمراض الكبد والكلى على النشاط البيولوجي للمسكنات. عندما يعالج الأشخاص الذين يعانون من نقص في وظائف الكبد أو الكلى بالأفيونيات الفموية، يجب مراقبتهم للتأكد من الحاجة المحتملة لخفض الجرعة، أو تمديد فترات الجرعات، أو التحويل إلى مواد أفيونية أخرى أو طرق إعطاء أخرى. يجب موزانة فوائد العقاقير المضادة للالتهاب غير الستيرويدية مع الخطورة على الجهاز الهضمي، والقلب، والأوعية الدموية، والكلى.
لا يستجيب كل الألم تمامًا للمسكنات الكلاسيكية، والأدوية التي لا تعتبر تقليديًا مسكنات، ولكنها تقلل الألم في بعض الحالات، مثل الستيرويدات، أو البايفوسفونيت، فيمكن استخدامها بالتزامن مع المسكنات في أي مرحلة. تعد مضادات الاكتئاب ثلاثية الحلقات، ومضادات اضطراب النظم من الفئة الأولى، أو مضادات الاختلاج الأدوية المفضلة لألم الأعصاب. هذه المواد المساعدة هي جزء شائع من الرعاية التلطيفية وتستخدم من قبل ما يصل إلى 90 في المئة من المصابين بالسرطان وهم يقتربون من الموت. تحمل العديد من المواد المساعدة مخاطر كبيرة ومضاعفات خطيرة.
يمكن أن يسهم تخفيف القلق من الشعور الغير مريح المصاحب للألم ولكنه أقل فعالية للألم المعتدل والشديد. بما أن مضادات القلق مثل البنزوديازيبينات، ومهدئات الأعصاب الرئيسية تضاف بهدف التهدئة وتسكين الألم، فيجب استخدامها فقط لمعالجة القلق، والاكتئاب، واضطراب النوم، أو تشنج العضلات.

### علاج تدخلي
إذا كان نظام العلاج بالمسكنات والمواد المساعدة الموصى بها أعلاه لا يخفف الألم بشكلٍ كافٍ، فيوجد خيارات إضافية.

#### الإشعاع
يستخدم العلاج الإشعاعي عندما يفشل العلاج الدوائي في السيطرة على ألم الورم المتزايد في النمو، كما يحدث في النقيلة العظمية (وهي الأكثر شيوعًا)، أو اختراق الأنسجة الرخوة، أو ضغط الأعصاب الحسية. في كثير من الأحيان، تكون الجرعات المنخفضة كافية لإنتاج تسكين للألم، ويعتقد أنه كان بسبب انخفاض في الضغط أو، ربما، تدخل في إنتاج الورم للمواد الكيميائية المعززة الألم. تُستخدم الأدوية المشعة التي تستهدف أورامًا محددة لعلاج ألم الأمراض السرطانية المنتشرة. قد يزول الألم في غضون أسبوع من العلاج وقد يستمر من شهرين إلى أربعة أشهر.

#### إحصار حال العصب
يتم الإحصار الحال للعصب عن طريق إصابة متعمدة للعصب باستخدام مواد كيميائية (وفي هذه الحالة يسمى الإجراء «تخريب أو افتكاك العصب») أو عوامل فيزيائية مثل التجميد أو التسخين («بضع العصب»). تفسد هذه التدخلات ألياف العصب وتتداخل بشكل مؤقت مع انتقال إشارات الألم. في هذه الإجراءات، يتم الحفاظ على الطبقة الواقية الرقيقة حول الألياف العصبية، الصفيحة القاعدية، بحيث عند نمو الألياف المدمرة مجددًا فإنها تنتقل داخل أنبوب الصفيحة القاعدي الخاص بها وتتصل بالنهاية الصحيحة، بالتالي يمكن استعادة الوظيفة. يمزق القطع الجراحي للعصب أنابيب الصفيحة القاعدية هذه وبدونهم لا يمكن ربط الألياف التي تنمو مجددًا بنهاياتهم الصحيحة، وهذا من شأنه أن يسبب ورم عصبي مؤلم أو قد يتطور ألم ناجم عن إزالة التدفعات الواردة (الحسية). ولهذا السبب يفضلون الإحصار الحال للعصب على الإحصار الجراحي.
يجب تجربة إحصار بسيط «كبروفة» باستخدام مخدر موضعي قبل الإحصار الحال للعصب الفعلي، لتحديد فعالية الإجراء وكشف الآثار الجانبية. يهدف هذا العلاج للقضاء على الألم، أو الحد منه إلى النقطة التي قد تكون المواد الأفيونية فيها فعالة. على الرغم من أن الإحصار الحال للعصب يفتقر إلى دراسات للنتائج طويلة الأمد والمبادئ التوجيهية لاستخدامه، إلا أنه يمكن أن يلعب دورًا أساسيًا للأشخاص المصابين بسرطان متقدم وألم غير قابل للشفاء.

#### قطع أو تدمير الأنسجة العصبية

مقطع عرضي للحبل الشوكي يظهر العمود الخلفي (الظهراني) والسبيل النخاعي المهادي الأمامي الوحشي

نادرًا ما يستخدم القطع الجراحي أو تدمير الأنسجة العصبية المركزية أو الطرفية في علاج الألم. وتشمل الإجراءات بضع العصب، وقطع النخاع، ودخول الجذر الظهري لمنطقة الآفة، وبضع التلفيف الحزامي.
يستخدم قطع الأعصاب أو استئصالها (استئصال العصب) في الأشخاص المصابين بألم السرطان الذين لديهم عمر متوقع قصير وغير مناسبين للعلاج بالعقاقير بسبب عدم فعالية الأدوية أو عدم تحملهم لها. لأن الأعصاب غالبًا ما تحمل كل من الألياف الحسية والحركية، فإن ضعف الحركة هو أحد الآثار الجانبية المحتملة لعملية استئصال العصب. النتيجة الشائعة لهذا الإجراء هي «ألم ناجم عن إزالة التدفعات العصبية الواردة»، حيث يعود الألم بدرجة أكبر بعد 6 إلى 9 أشهر من الجراحة.
يشمل قطع النخاع قطع الألياف العصبية التي تسير في الربع الأمامي الجانبي للحبل الشوكي، التي تحمل إشارات الحرارة والألم إلى الدماغ.
تم علاج آلام ورم بانكوست بشكل فعّال من خلال دخول منطقة الجذر الظهراني للآفة (تدمير منطقة الحبل الشوكي حيث تتقاطع إشارات الألم المحيطية مع ألياف الحبل الشوكي)؛ تحمل هذه الجراحة الكبرى مخاطر حصول آثار جانبية عصبية هامة.
يشمل استئصال التلفيف الحزامي قطع الألياف العصبية في الدماغ. يقلل هذا من الشعور بالألم (دون التأثير على شدته)، ولكن قد يكون له آثار جانبية على القدرة المعرفية للمريض.

#### استئصال النخامية
يتم في استئصال النخامية تدمير الغدة النخامية، وخفض الألم في بعض حالات انتشار سرطان الثدي وسرطان البروستات.

#### تسكين المريض التي تسيطر عليها

مقطع عرضي للحبل الشوكي يظهر التجويف تحت العنكبوتية، والأم الجافية، وجذور الأعصاب الشوكية بما في ذلك عقدة الجذر الظهري

يسمح التسكين الذي يتحكم فيه المريض (PCA ) للشخص يعاني من الألم بتخفيف آلامه الخاصة. يتم برمجة الجرعات بواسطة واصف الدواء. إذا تمت برمجتها وعملها على النحو المنشود، فمن غير المحتمل أن تقدم الماكينة جرعة زائدة من الدواء. يجب أن يراقب مقدمو العلاج الجرعة الأولى دائمًا لأي دواء من الـ PCA لم يتم إعطاؤه من قبل مقدم العلاج لملاحظة ردود الفعل التحسسية.
مضخة داخل القراب
تطلق المضخة داخل القراب أشباه أفيونيات مثل المورفين مباشرةً في الفراغ المملوء بالسائل (التجويف تحت العنكبوتية) بين الحبل الشوكي وغمده الواقي، مما يوفر تسكينًا محسّنًا مع تأثيرات جانبية جهازية منخفضة. يمكن لهذا أن يقلل من مستوى الألم في الحالات المستعصية. يمكن أيضًا استخدام مسكن مضاد للقلق أو مسكن غير أفيوني، ومواد التخدير الموضعية مع أشباه الأفيونات.
القسطرة فوق الجافية طويلة الأمد
تسمى الطبقة الخارجية من الغلاف المحيط بالنخاع الشوكي باسم الأم الجافية. بين هذا والفقرات المحيطة بها حيز فوق الجافية مملوء بالنسيج الضام، والدهون، والأوعية الدموية وتعبر منها جذور الأعصاب الشوكية. قد يتم إدخال قسطرة فوق الجافية طويلة الأمد في هذا الحيز لمدة ثلاثة إلى ستة أشهر، لإعطاء مخدر أو مسكن. قد يتوزع الخط الذي يحمل الدواء تحت الجلد ليظهر في مقدمة الشخص، وهي عملية تسمى «النفق»، موصى باستخدامها على المدى الطويل لتقليل فرصة أي عدوى في موقع الخروج للوصول إلى الحيز فوق الجافية.

#### تحفيز الحبل الشوكي
يمكن للتحفيز الكهربائي للأعمدة الخلفية للحبل الشوكي أن ينتج تسكينًا. أولًا، يتم زرع الأسلاك ويُستهدى لزراعتها بالكشف الفلوري والتغذية الراجعة من المريض، ويبقى المولد في الخارج لعدة أيام لتقييم الفعالية. إذا تم تقليل الألم لأكثر من النصف، يعتبر العلاج مناسبًا. يتم قطع جيب صغير في النسيج تحت الجلد في الأرداف العلوية، أو جدار الصدر، أو البطن، ويتم توزيع الأسلاك تحت الجلد من موقع التحفيز إلى الجيب، حيث يتم توصيلها بالمولد الملائم بشكل مريح. يبدو أنها أكثر فائدة مع ألم الاعتلال العصبي وألم نقص التروية من ألم مستقبلات الأذية، ولكن الأدلة الحالية ضعيفة للغاية ولا يوصي باستخدامها في علاج آلام السرطان.

### الطب التكميلي والبديل
نظرًا لسوء نوعية معظم الدراسات من الطب التكميلي والبديل في علاج آلام السرطان، فمن غير الممكن أن يوصي بدمج هذه العلاجات في معالجة آلام السرطان. هناك أدلة ضعيفة لفائدة متواضعة من التنويم المغناطيسي. أعطت الدراسات حول العلاج بالتدليك نتائج مختلطة ولم يظهر تخفيف للألم بعد 4 أسابيع؛ كذلك كانت نتائج الريكي والعلاج باللمس غير حاسمة؛ لم يثبت الوخز بالإبر، وهو أكثر العلاجات التي تمت دراستها، أي فائدة كمسكن إضافي في ألم السرطان؛ أيضًا الأدلة على العلاج بالموسيقى مبهمة؛ ومن المعروف أن بعض التدخلات العشبية مثل PC-SPES، ونبات الدبق شبه الطفيلي، والبلميط المنشاري تكون سامة لبعض الأشخاص المصابين بالسرطان. أكثر الأدلة الواعدة، وإن كانت لا تزال ضعيفة، هي لتدخلات العقل - الجسد مثل تقنيات الارتجاع البيولوجي والاسترخاء.

### موانع العلاج
على الرغم من النشر وتوافر إرشادات معالجة الألم البسيطة والفعالة القائمة على الأدلة بشكل فوري من قبل منظمة الصحة العالمية (WHO) وغيرها، لدى العديد من مقدمي الرعاية الطبية فهم ضعيف للجوانب الرئيسية لمعالجة الألم، بما في ذلك التقييم، والجرعات، وتحمل الدواء، والإدمان، والآثار الجانبية، والكثير لا يعرفون أن الألم يمكن السيطرة عليه بشكل جيد في معظم الحالات. في كندا، على سبيل المثال، يحصل الأطباء البيطريون على تدريب لمعالجة الألم خمسة أضعاف مقارنة بالأطباء، وثلاثة أضعاف التدريب مقارنة بالممرضات. قد يهمل الأطباء علاج الألم بسبب الخوف من التدقيق من هيئة تنظيمية.
تشمل المشاكل المؤسسات النظامية في تقديم علاج الألم الافتقار إلى الموارد اللازمة لتدريب الأطباء بشكل ملائم، والقيود الزمنية، وعدم إحالة الأشخاص لمعالجة الألم في بيئة سريرية، وعدم كفاية تعويضات التأمين عن معالجة الألم، وعدم وجود مخزون كافٍ من أدوية الألم في المناطق الفقيرة، والسياسات الحكومية التي عفا عليها الزمن في علاج آلام السرطان، واللوائح الحكومية والمؤسسية شديدة التعقيد أو التقييدية في وصف الأدوية وإمدادها وإدارتها.
قد لا يبلغ الأشخاص المصابون بالسرطان عن الألم بسبب تكاليف العلاج، أو الاعتقاد بأن الألم لا مفر منه، أو النفور من الآثار الجانبية للعلاج، أو الخوف من الإدمان أو تحمل الدواء، أو الخوف من تشتيت الطبيب عن علاج المرض، أو الخوف من إخفاء عارض مهم لمراقبة تقدم المرض. قد يكون الناس مترددين في تناول دواء الألم المناسب لأنهم غير مدركين لمآل هذا الألم، أو قد يكونون غير مستعدين لقبول تشخيصهم. يمكن التغلب على عدم الإبلاغ عن الألم أو الإحجام عن تناول أدويته عن طريق التدريب الحساس.

## وبائيات
يعاني 53 في المائة من جميع الأشخاص الذين تم تشخيص إصابتهم بورم خبيث من الألم، و59 في المائة من الأشخاص الذين يتلقون العلاج المضاد للسرطان، و64 في المائة من المصابين بالنقيلة أو السرطان المتقدم، و33 في المائة من الأشخاص بعد الانتهاء من العلاج الشافي. يوجد شح في الأدلة على انتشار الألم في السرطان المشخص حديثًا. وجدت إحدى الدراسات ألمًا في 38% من الأشخاص الذين تم تشخيصهم حديثًا، ووجدت أخرى أن 35% من هؤلاء الأشخاص قد عانوا من الألم في الأسبوعين السابقين، بينما ذكرت أخرى أن الألم كان عرضًا مبكرًا في 18-49% من الحالات. يصف أكثر من ثلث المصابين بألم السرطان الألم بأنه معتدل أو حاد.
ترتبط الأورام الأولية في المواقع التالية بارتفاع معدل انتشار الألم:
- الرأس والعنق (67 إلى 91 بالمائة)
- البروستاتا (56 إلى 94 في المائة)
- الرحم (30 إلى 90 في المائة)
- الجهاز البولي التناسلي (58 إلى 90 بالمائة)
- الثدي (40 إلى 89 في المئة)
- البنكرياس (72 إلى 85 بالمائة)
- المريء (56 إلى 94 في المائة)

من المرجح أن يعاني جميع الأشخاص الذين يعانون من الورم النخاعي المتعدد أو الساركوما المتقدمة من الألم.

## الاعتبارات القانونية والأخلاقية
يُلزم العهد الدولي الخاص بالحقوق الاقتصادية والاجتماعية والثقافية الدول الموقعة على إتاحة علاج الألم لمن هم داخل حدودهم كواجب من حقوق الإنسان في الصحة. يمكن اعتبار الفشل في اتخاذ تدابير معقولة للتخفيف من معاناة الأشخاص الذين يعانون من الألم فشلًا في الحماية من المعاملة اللاإنسانية والمهينة بموجب المادة 5 من الإعلان العالمي لحقوق الإنسان. وقد أكدت المحكمة العليا للولايات المتحدة الحق في الرعاية التلطيفية الكافية في قضيتين هما فاكو ضد كويل وواشنطن ضد غلوكسبيرغ، اللتين تقررتا في عام 1997. وقد تم التأكيد على هذا الحق أيضًا في القانون الوضعي، كما هو الحال في قانون المهنة والأعمال في ولاية كاليفورنيا رقم 22، وفي سوابق قضائية أخرى في محاكم الدائرة وفي محاكم المراجعة الأخرى في الولايات المتحدة. وينص قانون العلاج الطبي لعام 1994 في مقاطعة العاصمة الأسترالية على أن «للمريض تحت رعاية أخصائي صحي الحق في الحصول على علاج للألم والمعاناة قدر الإمكان حسب الظروف».
يجب إخطار المرضى وأولياء أمورهم بأية مخاطر وآثار جانبية شائعة لعلاج الألم. ما يبدو للأخصائي أنه خطر أو ضرر مقبول بشكل واضح قد يكون غير مقبول للشخص الذي يجب عليه القيام بهذا الخطر أو تجربة التأثير الجانبي. على سبيل المثال، الأشخاص الذين يعانون من الألم أثناء الحركة قد يكونون مستعدين للتخلي عن الأفيونيات القوية من أجل التمتع بإحساس اليقظة أثناء فترات عدم وجود الألم، في حين أن الآخرين سيختارون التسكين على مدار الساعة حتى يتخلصوا من شعور الألم. لا ينبغي لمقدم الرعاية الإصرار على العلاج الذي يرفضه شخص ما، ويجب ألا يوفر العلاج الذي يعتقد مقدمه أنه أكثر ضررًا أو أكثر خطورة مما يمكن تبريره من الفوائد المحتملة.
قد لا يرغب بعض المرضى - ولا سيما المرضى الذين يعانون من أمراض قاضية - في المشاركة في اتخاذ قرارات معالجة الألم، وقد يفوضون هذه الخيارات لمقدمي العلاج. تعتبر مشاركة المريض في علاجه حقًا وليس التزامًا، وبالرغم من أن مشاركة المريض الضعيفة في هكذا قررات قد تؤدي إلى معالجة أقل من الأمثل للألم، إلا أنه يجب احترام هذه الخيارات.
عندما يصبح الأطباء أكثر اطلاعًا على العلاقة المتبادلة بين الألم الجسدي، والعاطفي، والاجتماعي، والروحاني، والفوائد المثبتة للألم الجسدي قي التخفيف من هذه الأشكال الأخرى من المعاناة، قد يميلون إلى سؤال المريض وعائلته حول العلاقات بين الأشخاص. ما لم يطلب الشخص مثل هذا التدخل النفسي الاجتماعي - أو على الأقل الموافقة الحرة على مثل هذا السؤال - سيكون هذا تدخلًا غير مبرر أخلاقيًا في الشؤون الشخصية للمريض (مماثلاً لتقديم الأدوية دون موافقة المريض المستنيرة).
وقد يتعارض التزام مقدم الرعاية الطبية المهنية للتخفيف من المعاناة من حين لآخر مع الالتزام بإطالة أمد الحياة. إذا كان الشخص المريض ميؤوس من شفائه يفضّل أن يكون ألا يشعر بالألم، على الرغم من وجود مستوى مرتفع من التسكين وخطر تقصير حياته، يجب أن يتم توفير المستوى الذي يرغبه من تخفيف الألم (على الرغم من تكلفة التخدير وحياة أقصر قليلاً). إذا كان الشخص غير قادر على المشاركة في هذا النوع من القرار، يسمح القانون ومهنة الطب في المملكة المتحدة للطبيب أن يفترض أن الشخص يفضل ألا يشعر بالألم، وبالتالي قد يصف مقدم الرعاية التسكين الكافي، حتى إذا كان العلاج يُعجِل الموت قليلاً. يؤخذ أن السبب الأساسي للوفاة في هذه الحالة هو المرض وليس معالجة الألم اللازمة.
أحد التبريرات الفلسفية لهذا النهج هو مذهب التأثير المزدوج، حيث لتبرير الفعل الذي ينطوي على تأثير جيد وسيئ على حد سواء، يوجد هناك أربعة شروط ضرورية:
- يجب أن يكون الفعل جيدًا بشكل عام (أو على الأقل محايدًا أخلاقيًا)
- يجب على الشخص القائم بالتصرف أن ينوي التأثير الجيد فقط، مع اعتبار التأثير السيئ تأثير جانبي غير مرغوب فيه
- يجب ألا يكون التأثير السيئ هو سبب التأثير الجيد
- يجب أن يفوق التأثير الجيد التأثير السيئ.

## الأعمال المذكورة
- Fitzgibbon، DR؛ Loeser، JD (2010). Cancer pain: Assessment, diagnosis and management. Philadelphia. ISBN:1-60831-089-2.{{استشهاد بكتاب}}:  صيانة الاستشهاد: مكان بدون ناشر (link)